# Вышневолоцкий район
Вышневоло́цкий райо́н — район, существовавший в Тверской области России с 1929 до 2019 года, а также соответствующий ему одноимённый муниципальный район (2006—2019).
Административный центр — город Вышний Волочёк (в состав района не входит).
В апреле 2019 года муниципальный район был упразднён, а все входившие в его состав поселения были объединены с городским округом Вышнего Волочка в единое муниципальное образование Вышневолоцкий городской округ.
В рамках административно-территориального устройства области, на его территории образована административно-территориальная единица, соответствующая категории округ.

## География
Площадь 3389 км².
Район был расположен на севере средней части области и граничит:
- на севере — с Бологовским и Удомельским районами,
- на востоке — с Максатихинским и Спировским районами,
- на юге — с Торжокским и Кувшиновским районами,
- на западе — с Фировским районом.

Основные реки — Цна, Мста, Тверца, Шлина. Крупнейшие водоёмы, помимо Вышневолоцкого водохранилища, — озёра Мстино, Пудоро, Имоложье.

## История
Район образован 12 июля 1929 года в составе Тверского округа Московской области. В состав района вошли город Вышний Волочёк, рабочий посёлок Красномайский, а также следующие сельсоветы: Алексеевский, Белавинский, Белоомутский, Болдыревский, Боровенский, Бороздинский, Волошинский, Гиринский, Горчельский, Границкий, Дивинецкий, Долгинский, Домославский, Дорский, Дорухский, Еляковский, Ермолкинский, Желниховский, Жилотковский, Зареченский, Ильинский, Княщинский, Коломенский, Краснослонский, Леонтьевский, Лужниковский, Нкифоровский, Новосельский, Овсищенский, Ожгулевский, Пальцевский, Петровский, Подольский, Подольховский, Покровский, Русско-Горский, Старовский, Терелесковский, Тубосский, Федовский, Фенютинский, Холохоленский и Яконовский.
20 мая 1930 года Лужниковский с/с был передан в Есеновичский район.
18 мая 1931 года был упразднён Горчельский с/с.
29 января 1935 года Вышневолоцкий район вошёл в состав новообразованной Калининской области.
22 августа 1958 года к Вышневолоцкому району была присоединена часть территории упразднённого Есеновичского района, а в 1963 году к территории района были присоединены Спировский (до 1965 года) и Фировский (до 1972 года) районы, позднее восстановленные как самостоятельные административные единицы.
В апреле 2019 года муниципальный район был упразднён, а все входившие в его состав поселения были объединены с городским округом Вышнего Волочка в единое муниципальное образование Вышневолоцкий городской округ.
В рамках административно-территориального устройства области, на территории упразднённого района была образована административно-территориальная единица, соответствующая категории округ.

## Население
| 1939    | 1959    | 1970    | 1979    | 1989    | 2002    | 2006    | 2009    | 2010    |
| ------- | ------- | ------- | ------- | ------- | ------- | ------- | ------- | ------- |
| 51 605  | ↘46 936 | ↗60 737 | ↘35 951 | ↘34 579 | ↘28 918 | ↘27 200 | ↘26 234 | ↘25 421 |
| 2011    | 2012    | 2013    | 2014    | 2015    | 2016    | 2017    | 2018    | 2019    |
| ↘25 328 | ↗25 407 | ↘25 153 | ↘24 940 | ↘24 409 | ↘23 868 | ↘23 465 | ↘22 979 | ↘22 515 |

### Урбанизация
В городских условиях (пгт Красномайский) проживают 19,51 % населения района.

## Административно-муниципальное устройство

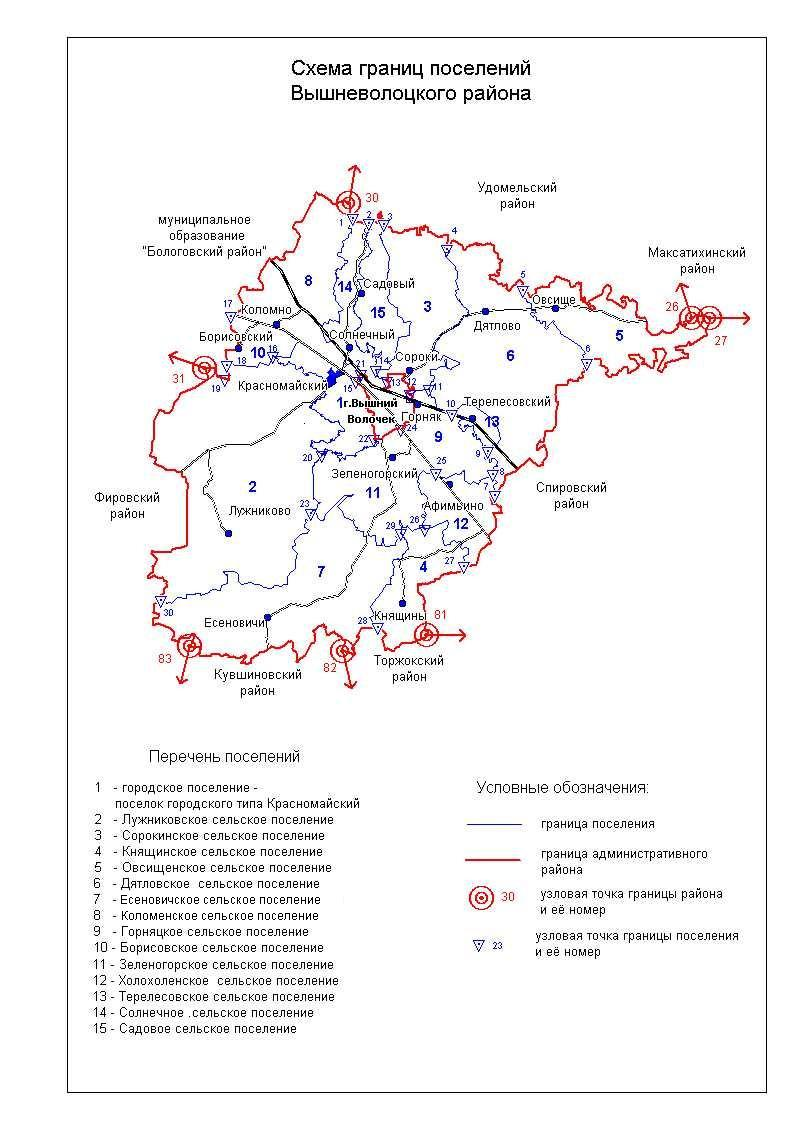
Схема границ муниципальных образований

С 2006 до 2019 гг. в Вышневолоцкий район, с точки зрения административно-территориального устройства области, входило 15 поселений.
С 2006 до 2019 год в Вышневолоцкий муниципальный район, с точки зрения муниципального устройства, входило 15 муниципальных образований, в том числе одно городское и 14 сельских поселений:
| №        | Упразднённое муниципальное образование | Административный центр | Количество населённых пунктов | Население, чел. | Площадь, км² |
| -------- | -------------------------------------- | ---------------------- | ----------------------------- | --------------- | ------------ |
| 1e-06    | Городское поселение:                   |                        |                               |                 |              |
| 1        | посёлок Красномайский                  | пгт Красномайский      | 1                             | ↘4393           | 6,81         |
| 1.000002 | Сельские поселения:                    |                        |                               |                 |              |
| 2        | Борисовское сельское поселение         | посёлок Борисовский    | 1                             | ↘889            | 1,69         |
| 3        | Горняцкое сельское поселение           | посёлок Горняк         | 6                             | ↘1384           | 3,57         |
| 4        | Дятловское сельское поселение          | деревня Дятлово        | 39                            | ↘839            | 8,25         |
| 5        | Есеновичское сельское поселение        | село Есеновичи         | 59                            | ↘1125           | 16,47        |
| 6        | Зеленогорское сельское поселение       | посёлок Зеленогорский  | 16                            | ↘1615           | 4,16         |
| 7        | Княщинское сельское поселение          | деревня Княщины        | 25                            | ↘471            | 7,17         |
| 8        | Коломенское сельское поселение         | село Коломно           | 29                            | ↘2499           | 11,52        |
| 9        | Лужниковское сельское поселение        | деревня Лужниково      | 34                            | ↘823            | 9,16         |
| 10       | Овсищенское сельское поселение         | посёлок Овсище         | 41                            | ↘711            | 6,45         |
| 11       | Садовое сельское поселение             | посёлок Садовый        | 18                            | ↘573            | 6,28         |
| 12       | Солнечное сельское поселение           | посёлок Солнечный      | 23                            | ↘2416           | 7,97         |
| 13       | Сорокинское сельское поселение         | деревня Сороки         | 22                            | ↘1998           | 5,95         |
| 14       | Терелесовское сельское поселение       | посёлок Терелесовский  | 5                             | ↘1561           | 5,95         |
| 15       | Холохоленское сельское поселение       | деревня Афимьино       | 27                            | ↘1059           | 4,53         |

## Населённые пункты
В районе на момент упразднения было 346 населённых пунктов.
| №   | Населённый пункт              | Тип                     | Население | бывшее муниципальное образование |
| --- | ----------------------------- | ----------------------- | --------- | -------------------------------- |
| 1   | Агрухино                      | деревня                 | 0         | Сорокинское сельское поселение   |
| 2   | Агрызково                     | деревня                 | 12        | Княщинское сельское поселение    |
| 3   | Академическая                 | железнодорожная станция | 27        | Коломенское сельское поселение   |
| 4   | Академический                 | посёлок                 | 1046      | Коломенское сельское поселение   |
| 5   | Акшонтово                     | деревня                 | 9         | Холохоленское сельское поселение |
| 6   | Александровка                 | деревня                 | 0         | Дятловское сельское поселение    |
| 7   | Александровка                 | деревня                 | 0         | Солнечное сельское поселение     |
| 8   | Алексеевское                  | село                    | ↘39       | Садовое сельское поселение       |
| 9   | Антипково                     | деревня                 | 7         | Овсищенское сельское поселение   |
| 10  | Артюхино                      | деревня                 | 1         | Есеновичское сельское поселение  |
| 11  | Афимьино                      | деревня                 | ↘855      | Холохоленское сельское поселение |
| 12  | Бахмара                       | деревня                 | ↗110      | Коломенское сельское поселение   |
| 13  | Башково                       | деревня                 | 30        | Есеновичское сельское поселение  |
| 14  | Белавино                      | деревня                 | 66        | Дятловское сельское поселение    |
| 15  | Белое                         | деревня                 | 30        | Коломенское сельское поселение   |
| 16  | Белый Омут                    | посёлок                 | ↘553      | Горняцкое сельское поселение     |
| 17  | Бельский                      | посёлок                 | 360       | Коломенское сельское поселение   |
| 18  | Беньково                      | деревня                 | 121       | Холохоленское сельское поселение |
| 19  | Бережок                       | деревня                 | 1         | Овсищенское сельское поселение   |
| 20  | Березино                      | деревня                 | 17        | Княщинское сельское поселение    |
| 21  | Берёзка                       | деревня                 | ↗11       | Коломенское сельское поселение   |
| 22  | Бибиково                      | деревня                 | 1         | Дятловское сельское поселение    |
| 23  | Благодать                     | деревня                 | 1         | Овсищенское сельское поселение   |
| 24  | Благодать                     | посёлок                 | 0         | Овсищенское сельское поселение   |
| 25  | Бобровец                      | деревня                 | 8         | Есеновичское сельское поселение  |
| 26  | Боброво                       | деревня                 | 0         | Дятловское сельское поселение    |
| 27  | Богайкино                     | деревня                 | 5         | Лужниковское сельское поселение  |
| 28  | Богатково                     | деревня                 | 71        | Овсищенское сельское поселение   |
| 29  | Болдырево                     | деревня                 | 1         | Сорокинское сельское поселение   |
| 30  | Больница Участковая           | населённый пункт        | 1         | Есеновичское сельское поселение  |
| 31  | Большие Малошевины            | деревня                 | 9         | Сорокинское сельское поселение   |
| 32  | Большой Городок               | деревня                 | 7         | Солнечное сельское поселение     |
| 33  | Бор                           | деревня                 | 9         | Дятловское сельское поселение    |
| 34  | Борисково                     | деревня                 | ↘192      | Солнечное сельское поселение     |
| 35  | Борисково                     | деревня                 | 0         | Дятловское сельское поселение    |
| 36  | Борисовский                   | посёлок                 | ↘889      | Борисовское сельское поселение   |
| 37  | Борки                         | деревня                 | 94        | Лужниковское сельское поселение  |
| 38  | Бор-Космыниха                 | деревня                 | 29        | Овсищенское сельское поселение   |
| 39  | Боровно                       | деревня                 | 308       | Коломенское сельское поселение   |
| 40  | Борьково                      | деревня                 | 51        | Сорокинское сельское поселение   |
| 41  | Бронница                      | деревня                 | 1         | Есеновичское сельское поселение  |
| 42  | Брылево                       | деревня                 | 0         | Есеновичское сельское поселение  |
| 43  | Буславля                      | деревня                 | ↘1        | Зеленогорское сельское поселение |
| 44  | Бухолово                      | деревня                 | 257       | Есеновичское сельское поселение  |
| 45  | Быстрое                       | деревня                 | ↘41       | Садовое сельское поселение       |
| 46  | Валентиновка                  | деревня                 | 109       | Солнечное сельское поселение     |
| 47  | Василево                      | деревня                 | 1         | Сорокинское сельское поселение   |
| 48  | Васильево                     | деревня                 | 6         | Холохоленское сельское поселение |
| 49  | Вели                          | деревня                 | 1         | Садовое сельское поселение       |
| 50  | Великий Двор                  | деревня                 | 5         | Лужниковское сельское поселение  |
| 51  | Веретье                       | деревня                 | 0         | Дятловское сельское поселение    |
| 52  | Веселёво                      | деревня                 | 0         | Овсищенское сельское поселение   |
| 53  | Ветучасток                    | населённый пункт        | 1         | Холохоленское сельское поселение |
| 54  | Ветча                         | деревня                 | 0         | Лужниковское сельское поселение  |
| 55  | Владычно                      | деревня                 | 0         | Есеновичское сельское поселение  |
| 56  | Власовка                      | деревня                 | 0         | Лужниковское сельское поселение  |
| 57  | Войбутская Гора               | деревня                 | 1         | Холохоленское сельское поселение |
| 58  | Волково                       | деревня                 | 1         | Сорокинское сельское поселение   |
| 59  | Волошно                       | деревня                 | 32        | Дятловское сельское поселение    |
| 60  | Выходцы                       | деревня                 | 12        | Холохоленское сельское поселение |
| 61  | Вязьмиха                      | деревня                 | 0         | Холохоленское сельское поселение |
| 62  | Гаврилово                     | деревня                 | 1         | Княщинское сельское поселение    |
| 63  | Галкино                       | деревня                 | 0         | Есеновичское сельское поселение  |
| 64  | Гарусово                      | деревня                 | 37        | Есеновичское сельское поселение  |
| 65  | Гарусово                      | деревня                 | 1         | Садовое сельское поселение       |
| 66  | Гирино                        | деревня                 | 1         | Княщинское сельское поселение    |
| 67  | Гирино                        | деревня                 | 1         | Солнечное сельское поселение     |
| 68  | Глебово                       | деревня                 | 1         | Есеновичское сельское поселение  |
| 69  | Глебцово                      | деревня                 | 9         | Дятловское сельское поселение    |
| 70  | Глубокое                      | деревня                 | ↘7        | Дятловское сельское поселение    |
| 71  | Головкино                     | деревня                 | 0         | Дятловское сельское поселение    |
| 72  | Голубница                     | деревня                 | 0         | Лужниковское сельское поселение  |
| 73  | Горбово                       | деревня                 | 1         | Дятловское сельское поселение    |
| 74  | Горелышево                    | посёлок                 | 1         | Лужниковское сельское поселение  |
| 75  | Горка                         | деревня                 | 1         | Есеновичское сельское поселение  |
| 76  | Горка                         | деревня                 | ↘6        | Княщинское сельское поселение    |
| 77  | Горняк                        | посёлок                 | ↘763      | Горняцкое сельское поселение     |
| 78  | Горончарово                   | деревня                 | →0        | Зеленогорское сельское поселение |
| 79  | Горчель                       | деревня                 | 5         | Коломенское сельское поселение   |
| 80  | Граница                       | деревня                 | 1         | Дятловское сельское поселение    |
| 81  | Гряды                         | деревня                 | 13        | Сорокинское сельское поселение   |
| 82  | Гуровичи                      | посёлок                 | 8         | Лужниковское сельское поселение  |
| 83  | Данильцево                    | деревня                 | 0         | Дятловское сельское поселение    |
| 84  | Деревково                     | деревня                 | 69        | Солнечное сельское поселение     |
| 85  | Детский Дом № 1               | населённый пункт        | 53        | Коломенское сельское поселение   |
| 86  | Дивинец                       | деревня                 | 15        | Коломенское сельское поселение   |
| 87  | Дмитровка                     | деревня                 | 0         | Сорокинское сельское поселение   |
| 88  | Добрецово                     | деревня                 | 1         | Холохоленское сельское поселение |
| 89  | Домославль                    | деревня                 | ↘15       | Холохоленское сельское поселение |
| 90  | Дорки                         | посёлок                 | 260       | Коломенское сельское поселение   |
| 91  | Дорниково                     | деревня                 | 0         | Есеновичское сельское поселение  |
| 92  | Доруха                        | деревня                 | 0         | Дятловское сельское поселение    |
| 93  | Дроздово                      | деревня                 | 0         | Есеновичское сельское поселение  |
| 94  | Дубровка                      | деревня                 | 13        | Княщинское сельское поселение    |
| 95  | Дуброво                       | деревня                 | 19        | Есеновичское сельское поселение  |
| 96  | Дуброво                       | деревня                 | 33        | Солнечное сельское поселение     |
| 97  | Дудиха                        | деревня                 | 27        | Дятловское сельское поселение    |
| 98  | Дунай                         | деревня                 | 0         | Садовое сельское поселение       |
| 99  | Дуплево                       | деревня                 | 1         | Есеновичское сельское поселение  |
| 100 | Дятлово                       | деревня                 | ↘416      | Дятловское сельское поселение    |
| 101 | Елизаветино                   | деревня                 | 9         | Терелесовское сельское поселение |
| 102 | Елизаровка                    | железнодорожная станция | 32        | Горняцкое сельское поселение     |
| 103 | Елизаровка                    | деревня                 | 0         | Горняцкое сельское поселение     |
| 104 | Еляково                       | деревня                 | 5         | Княщинское сельское поселение    |
| 105 | Емельянова Горка              | деревня                 | 13        | Лужниковское сельское поселение  |
| 106 | Ермаково                      | деревня                 | ↘24       | Зеленогорское сельское поселение |
| 107 | Ермолкино                     | деревня                 | 22        | Дятловское сельское поселение    |
| 108 | Есеновичи                     | село                    | ↘684      | Есеновичское сельское поселение  |
| 109 | Ескино                        | деревня                 | 1         | Есеновичское сельское поселение  |
| 110 | Жальцы                        | деревня                 | 0         | Есеновичское сельское поселение  |
| 111 | Железняк                      | посёлок                 | 31        | Лужниковское сельское поселение  |
| 112 | Желниха                       | деревня                 | ↘111      | Садовое сельское поселение       |
| 113 | Жилотково                     | деревня                 | 55        | Лужниковское сельское поселение  |
| 114 | Житово                        | деревня                 | 1         | Есеновичское сельское поселение  |
| 115 | Жуково                        | посёлок                 | 7         | Есеновичское сельское поселение  |
| 116 | Заборовье                     | деревня                 | →0        | Есеновичское сельское поселение  |
| 117 | Заборье                       | деревня                 | 0         | Овсищенское сельское поселение   |
| 118 | Залучье                       | деревня                 | 21        | Коломенское сельское поселение   |
| 119 | Заполье                       | деревня                 | 1         | Коломенское сельское поселение   |
| 120 | Заречье                       | деревня                 | 204       | Коломенское сельское поселение   |
| 121 | Заход                         | деревня                 | 0         | Княщинское сельское поселение    |
| 122 | Зашишевье                     | деревня                 | 16        | Сорокинское сельское поселение   |
| 123 | Зеленогорский                 | посёлок                 | ↘1474     | Зеленогорское сельское поселение |
| 124 | Зеленцово                     | деревня                 | 1         | Есеновичское сельское поселение  |
| 125 | Зелёный                       | посёлок                 | 1         | Лужниковское сельское поселение  |
| 126 | Иванково                      | деревня                 | 0         | Коломенское сельское поселение   |
| 127 | Иванково                      | деревня                 | 12        | Холохоленское сельское поселение |
| 128 | Иваньково                     | деревня                 | 5         | Есеновичское сельское поселение  |
| 129 | Игнатиха                      | деревня                 | 9         | Есеновичское сельское поселение  |
| 130 | Иевцево                       | деревня                 | 6         | Холохоленское сельское поселение |
| 131 | Ильинское                     | деревня                 | ↘196      | Княщинское сельское поселение    |
| 132 | Калиты                        | деревня                 | 0         | Овсищенское сельское поселение   |
| 133 | Камушки                       | деревня                 | 0         | Сорокинское сельское поселение   |
| 134 | Карзово                       | деревня                 | 17        | Овсищенское сельское поселение   |
| 135 | Кишарино                      | деревня                 | 8         | Садовое сельское поселение       |
| 136 | Княщины                       | деревня                 | ↘257      | Княщинское сельское поселение    |
| 137 | Кожакино                      | деревня                 | 17        | Есеновичское сельское поселение  |
| 138 | Кожино                        | деревня                 | ↘27       | Есеновичское сельское поселение  |
| 139 | Колмаково                     | деревня                 | 7         | Есеновичское сельское поселение  |
| 140 | Колокольня                    | деревня                 | 1         | Холохоленское сельское поселение |
| 141 | Коломно                       | село                    | ↘218      | Коломенское сельское поселение   |
| 142 | Колотово                      | деревня                 | 24        | Лужниковское сельское поселение  |
| 143 | Константиниха                 | деревня                 | 1         | Холохоленское сельское поселение |
| 144 | Королево                      | деревня                 | 0         | Дятловское сельское поселение    |
| 145 | Коростово                     | деревня                 | 0         | Есеновичское сельское поселение  |
| 146 | Космыниха                     | деревня                 | 1         | Овсищенское сельское поселение   |
| 147 | Кочеево                       | деревня                 | 0         | Овсищенское сельское поселение   |
| 148 | Красная Горка                 | деревня                 | →1        | Зеленогорское сельское поселение |
| 149 | Красная Заря                  | посёлок                 | ↘314      | Лужниковское сельское поселение  |
| 150 | Красное                       | деревня                 | 0         | Дятловское сельское поселение    |
| 151 | Красномайский                 | пгт                     | ↘4393     | посёлок Красномайский            |
| 152 | Красный Городок               | деревня                 | 0         | Холохоленское сельское поселение |
| 153 | Кресилово                     | деревня                 | 1         | Лужниковское сельское поселение  |
| 154 | Кривцово                      | деревня                 | 0         | Лужниковское сельское поселение  |
| 155 | Кривцово                      | деревня                 | 0         | Овсищенское сельское поселение   |
| 156 | Круглица                      | деревня                 | 0         | Овсищенское сельское поселение   |
| 157 | Крутец                        | деревня                 | 0         | Есеновичское сельское поселение  |
| 158 | Крутец                        | деревня                 | 8         | Холохоленское сельское поселение |
| 159 | Кузлово                       | деревня                 | ↘25       | Есеновичское сельское поселение  |
| 160 | Кузнецово                     | деревня                 | 198       | Овсищенское сельское поселение   |
| 161 | Кузнечиха                     | деревня                 | 17        | Есеновичское сельское поселение  |
| 162 | Кукаркино                     | деревня                 | 1         | Есеновичское сельское поселение  |
| 163 | Кулотино                      | деревня                 | 1         | Дятловское сельское поселение    |
| 164 | Кунинский                     | посёлок                 | 0         | Лужниковское сельское поселение  |
| 165 | Курское                       | деревня                 | 0         | Коломенское сельское поселение   |
| 166 | Лаврово                       | деревня                 | 1         | Есеновичское сельское поселение  |
| 167 | Ладыгино                      | деревня                 | 5         | Овсищенское сельское поселение   |
| 168 | Лахново                       | деревня                 | 0         | Княщинское сельское поселение    |
| 169 | Лебединец                     | деревня                 | 0         | Лужниковское сельское поселение  |
| 170 | Лебзово                       | деревня                 | 0         | Солнечное сельское поселение     |
| 171 | Леонтьево                     | железнодорожная станция | 36        | Солнечное сельское поселение     |
| 172 | Липино                        | деревня                 | 18        | Холохоленское сельское поселение |
| 173 | Липовец                       | деревня                 | 14        | Солнечное сельское поселение     |
| 174 | Лисково                       | деревня                 | 1         | Овсищенское сельское поселение   |
| 175 | Литвиново                     | деревня                 | 0         | Овсищенское сельское поселение   |
| 176 | Лужниково                     | деревня                 | 351       | Лужниковское сельское поселение  |
| 177 | Лукино                        | деревня                 | 53        | Дятловское сельское поселение    |
| 178 | Лутково                       | деревня                 | 1         | Солнечное сельское поселение     |
| 179 | Лютивля                       | деревня                 | 122       | Солнечное сельское поселение     |
| 180 | Лядины                        | деревня                 | 1         | Солнечное сельское поселение     |
| 181 | Лялино                        | деревня                 | 1         | Коломенское сельское поселение   |
| 182 | Ляпуниха                      | деревня                 | 0         | Дятловское сельское поселение    |
| 183 | Мазово                        | деревня                 | 9         | Дятловское сельское поселение    |
| 184 | Макарьино                     | деревня                 | 14        | Есеновичское сельское поселение  |
| 185 | Малая Емельянова Горка        | деревня                 | 0         | Лужниковское сельское поселение  |
| 186 | Малое Гудобино                | деревня                 | 1         | Сорокинское сельское поселение   |
| 187 | Малое Хребтово                | деревня                 | 0         | Овсищенское сельское поселение   |
| 188 | Малый Городок                 | деревня                 | 6         | Солнечное сельское поселение     |
| 189 | Мальцево                      | деревня                 | 10        | Дятловское сельское поселение    |
| 190 | Мануйлово                     | деревня                 | 1         | Сорокинское сельское поселение   |
| 191 | Маньково                      | деревня                 | 0         | Есеновичское сельское поселение  |
| 192 | Мартус                        | деревня                 | 0         | Садовое сельское поселение       |
| 193 | Матеево                       | деревня                 | 51        | Есеновичское сельское поселение  |
| 194 | Медведево                     | деревня                 | 0         | Есеновичское сельское поселение  |
| 195 | Межник                        | деревня                 | 0         | Есеновичское сельское поселение  |
| 196 | Межуиха                       | деревня                 | 0         | Лужниковское сельское поселение  |
| 197 | Михайлово                     | деревня                 | 0         | Есеновичское сельское поселение  |
| 198 | Мошково                       | деревня                 | 0         | Княщинское сельское поселение    |
| 199 | Мякишево                      | деревня                 | 1         | Дятловское сельское поселение    |
| 200 | Находно                       | деревня                 | 55        | Коломенское сельское поселение   |
| 201 | Ненорово                      | деревня                 | 5         | Холохоленское сельское поселение |
| 202 | Нива 1                        | деревня                 | ↗5        | Зеленогорское сельское поселение |
| 203 | Нивище                        | деревня                 | 1         | Дятловское сельское поселение    |
| 204 | Никиткино                     | деревня                 | 0         | Холохоленское сельское поселение |
| 205 | Никифорково                   | деревня                 | 23        | Лужниковское сельское поселение  |
| 206 | Никифорово                    | деревня                 | 1         | Княщинское сельское поселение    |
| 207 | Николаевское                  | деревня                 | 1         | Овсищенское сельское поселение   |
| 208 | Никулино                      | деревня                 | 31        | Коломенское сельское поселение   |
| 209 | Новины                        | деревня                 | 1         | Лужниковское сельское поселение  |
| 210 | Новое Котчище                 | деревня                 | 10        | Солнечное сельское поселение     |
| 211 | Новое Курово                  | деревня                 | 14        | Овсищенское сельское поселение   |
| 212 | Новое Почвино                 | деревня                 | 6         | Солнечное сельское поселение     |
| 213 | Новое Село                    | деревня                 | 5         | Холохоленское сельское поселение |
| 214 | Новый                         | посёлок                 | 50        | Есеновичское сельское поселение  |
| 215 | Ножкино                       | деревня                 | 1         | Княщинское сельское поселение    |
| 216 | Норфино                       | деревня                 | 7         | Садовое сельское поселение       |
| 217 | Облино                        | деревня                 | 6         | Дятловское сельское поселение    |
| 218 | Обрадово                      | деревня                 | 12        | Горняцкое сельское поселение     |
| 219 | Овинники                      | деревня                 | 0         | Овсищенское сельское поселение   |
| 220 | Овсище                        | деревня                 | ↘48       | Овсищенское сельское поселение   |
| 221 | Овсище                        | посёлок                 | ↗287      | Овсищенское сельское поселение   |
| 222 | Озеряево                      | деревня                 | →0        | Дятловское сельское поселение    |
| 223 | Октябрьский                   | посёлок                 | ↘316      | Солнечное сельское поселение     |
| 224 | Олохово                       | деревня                 | 0         | Княщинское сельское поселение    |
| 225 | Осеченка                      | посёлок                 | 359       | Терелесовское сельское поселение |
| 226 | Осечно                        | село                    | ↘168      | Дятловское сельское поселение    |
| 227 | Осиновик                      | деревня                 | 0         | Дятловское сельское поселение    |
| 228 | Осовец                        | деревня                 | 0         | Лужниковское сельское поселение  |
| 229 | Остров                        | деревня                 | 1         | Коломенское сельское поселение   |
| 230 | Отдельный Дом Дачи Художников | населённый пункт        | 32        | Солнечное сельское поселение     |
| 231 | Очеп                          | деревня                 | 0         | Овсищенское сельское поселение   |
| 232 | Павлово                       | деревня                 | 0         | Княщинское сельское поселение    |
| 233 | Падальцево                    | деревня                 | 0         | Овсищенское сельское поселение   |
| 234 | Паньково                      | деревня                 | 1         | Есеновичское сельское поселение  |
| 235 | Пашино                        | деревня                 | 7         | Есеновичское сельское поселение  |
| 236 | Пашино                        | деревня                 | 55        | Садовое сельское поселение       |
| 237 | Первитино                     | деревня                 | 7         | Лужниковское сельское поселение  |
| 238 | Перерва                       | деревня                 | 1         | Лужниковское сельское поселение  |
| 239 | Пестово                       | деревня                 | 1         | Холохоленское сельское поселение |
| 240 | Петрилово                     | деревня                 | 6         | Лужниковское сельское поселение  |
| 241 | Петровка                      | деревня                 | 0         | Холохоленское сельское поселение |
| 242 | Петрово                       | деревня                 | 0         | Княщинское сельское поселение    |
| 243 | Печниково                     | деревня                 | 1         | Есеновичское сельское поселение  |
| 244 | Плотично                      | деревня                 | 14        | Есеновичское сельское поселение  |
| 245 | Подберезье                    | деревня                 | 0         | Лужниковское сельское поселение  |
| 246 | Подол                         | деревня                 | 97        | Солнечное сельское поселение     |
| 247 | Подольховец                   | деревня                 | ↘0        | Зеленогорское сельское поселение |
| 248 | Подшевелиха                   | деревня                 | 8         | Коломенское сельское поселение   |
| 249 | Полицкое                      | деревня                 | 1         | Есеновичское сельское поселение  |
| 250 | Почеп                         | деревня                 | 0         | Садовое сельское поселение       |
| 251 | Починок                       | деревня                 | 5         | Княщинское сельское поселение    |
| 252 | Починок                       | деревня                 | 53        | Овсищенское сельское поселение   |
| 253 | Починок                       | деревня                 | 16        | Сорокинское сельское поселение   |
| 254 | Пригородный                   | посёлок                 | 1439      | Сорокинское сельское поселение   |
| 255 | Приозёрный                    | посёлок                 | 147       | Солнечное сельское поселение     |
| 256 | Прохово                       | деревня                 | 1         | Дятловское сельское поселение    |
| 257 | Прямик                        | деревня                 | ↘1        | Зеленогорское сельское поселение |
| 258 | Пугино                        | деревня                 | 0         | Овсищенское сельское поселение   |
| 259 | Пугино                        | посёлок                 | 0         | Овсищенское сельское поселение   |
| 260 | Пуйга                         | деревня                 | 40        | Сорокинское сельское поселение   |
| 261 | Пустынь                       | деревня                 | 22        | Овсищенское сельское поселение   |
| 262 | Рагозино                      | деревня                 | 1         | Садовое сельское поселение       |
| 263 | Ратмирово                     | деревня                 | 0         | Есеновичское сельское поселение  |
| 264 | Рвеница                       | деревня                 | ↗7        | Зеленогорское сельское поселение |
| 265 | Редькино                      | деревня                 | 61        | Княщинское сельское поселение    |
| 266 | Речка                         | деревня                 | 1         | Сорокинское сельское поселение   |
| 267 | Рог                           | деревня                 | 5         | Сорокинское сельское поселение   |
| 268 | Рогачёво                      | деревня                 | 9         | Холохоленское сельское поселение |
| 269 | Рудневка                      | посёлок                 | 0         | Садовое сельское поселение       |
| 270 | Русская Гора                  | деревня                 | 28        | Дятловское сельское поселение    |
| 271 | Рученая                       | посёлок                 | 9         | Лужниковское сельское поселение  |
| 272 | Рыскино                       | деревня                 | ↘8        | Княщинское сельское поселение    |
| 273 | Рябиниха                      | деревня                 | 1         | Овсищенское сельское поселение   |
| 274 | Рябиновка 2-я                 | посёлок                 | 5         | Садовое сельское поселение       |
| 275 | Ряд                           | деревня                 | 1         | Холохоленское сельское поселение |
| 276 | Садовый                       | посёлок                 | ↘234      | Садовое сельское поселение       |
| 277 | Салпа                         | деревня                 | 19        | Садовое сельское поселение       |
| 278 | Сандилово                     | деревня                 | 0         | Дятловское сельское поселение    |
| 279 | Семкино                       | деревня                 | →0        | Зеленогорское сельское поселение |
| 280 | Сергеевское                   | деревня                 | 1         | Холохоленское сельское поселение |
| 281 | Серебряники                   | посёлок                 | 106       | Садовое сельское поселение       |
| 282 | Ситниково                     | деревня                 | 25        | Лужниковское сельское поселение  |
| 283 | Смородино                     | деревня                 | 1         | Холохоленское сельское поселение |
| 284 | Смотрово                      | деревня                 | 1         | Лужниковское сельское поселение  |
| 285 | Солнечный                     | посёлок                 | ↗1399     | Солнечное сельское поселение     |
| 286 | Сопино                        | деревня                 | 7         | Овсищенское сельское поселение   |
| 287 | Сороки                        | деревня                 | ↗377      | Сорокинское сельское поселение   |
| 288 | Сорочиха                      | деревня                 | 0         | Есеновичское сельское поселение  |
| 289 | Старое                        | деревня                 | ↘169      | Зеленогорское сельское поселение |
| 290 | Старое                        | деревня                 | 123       | Сорокинское сельское поселение   |
| 291 | Старое Котчище                | деревня                 | 13        | Солнечное сельское поселение     |
| 292 | Старое Курово                 | деревня                 | 43        | Овсищенское сельское поселение   |
| 293 | Старое Почвино                | деревня                 | 46        | Солнечное сельское поселение     |
| 294 | Столпниково                   | деревня                 | 0         | Есеновичское сельское поселение  |
| 295 | Стройково                     | деревня                 | 21        | Есеновичское сельское поселение  |
| 296 | Сухинино                      | деревня                 | 14        | Овсищенское сельское поселение   |
| 297 | Сухохлебово                   | деревня                 | 1         | Княщинское сельское поселение    |
| 298 | Сушино                        | деревня                 | 1         | Лужниковское сельское поселение  |
| 299 | Табошево                      | деревня                 | 17        | Дятловское сельское поселение    |
| 300 | Тверстянка                    | деревня                 | 19        | Терелесовское сельское поселение |
| 301 | Тёплое                        | деревня                 | ↗33       | Зеленогорское сельское поселение |
| 302 | Терелесово                    | деревня                 | ↗169      | Горняцкое сельское поселение     |
| 303 | Терелесовский                 | посёлок                 | ↘1005     | Терелесовское сельское поселение |
| 304 | Терпигорево                   | деревня                 | 10        | Садовое сельское поселение       |
| 305 | Третниково                    | деревня                 | 1         | Есеновичское сельское поселение  |
| 306 | Трудовой                      | посёлок                 | 272       | Терелесовское сельское поселение |
| 307 | Труфаниха                     | деревня                 | 7         | Овсищенское сельское поселение   |
| 308 | Тубосс                        | деревня                 | ↘16       | Коломенское сельское поселение   |
| 309 | Тубосская Горка               | деревня                 | 0         | Коломенское сельское поселение   |
| 310 | Улиткино                      | деревня                 | 1         | Княщинское сельское поселение    |
| 311 | Усаново                       | деревня                 | 1         | Есеновичское сельское поселение  |
| 312 | Ухаб                          | деревня                 | 1         | Дятловское сельское поселение    |
| 313 | Федово                        | деревня                 | ↘127      | Зеленогорское сельское поселение |
| 314 | Федово                        | деревня                 | 8         | Коломенское сельское поселение   |
| 315 | Федориха                      | деревня                 | 0         | Княщинское сельское поселение    |
| 316 | Фёдоров Двор                  | деревня                 | ↘9        | Есеновичское сельское поселение  |
| 317 | Фенютиха                      | деревня                 | 1         | Овсищенское сельское поселение   |
| 318 | Фефелово                      | деревня                 | 1         | Коломенское сельское поселение   |
| 319 | Фешино                        | деревня                 | 64        | Есеновичское сельское поселение  |
| 320 | Филатиха                      | деревня                 | 7         | Овсищенское сельское поселение   |
| 321 | Финдиряево                    | деревня                 | 1         | Коломенское сельское поселение   |
| 322 | Хвошно                        | деревня                 | 37        | Сорокинское сельское поселение   |
| 323 | Холохолёнка                   | деревня                 | 53        | Холохоленское сельское поселение |
| 324 | Хорево                        | деревня                 | 1         | Лужниковское сельское поселение  |
| 325 | Хребтово                      | деревня                 | 1         | Овсищенское сельское поселение   |
| 326 | Цибульская Горка              | деревня                 | 19        | Дятловское сельское поселение    |
| 327 | Чеполшево                     | деревня                 | 13        | Овсищенское сельское поселение   |
| 328 | Черенцово                     | деревня                 | 1         | Княщинское сельское поселение    |
| 329 | Чёрная Грязь                  | деревня                 | ↗7        | Зеленогорское сельское поселение |
| 330 | Чистяки                       | деревня                 | 5         | Есеновичское сельское поселение  |
| 331 | Шелемиха                      | деревня                 | 10        | Дятловское сельское поселение    |
| 332 | Шепелькино                    | деревня                 | 23        | Сорокинское сельское поселение   |
| 333 | Шилово                        | посёлок                 | 21        | Коломенское сельское поселение   |
| 334 | Широково                      | деревня                 | 1         | Есеновичское сельское поселение  |
| 335 | Ширяево                       | деревня                 | 0         | Коломенское сельское поселение   |
| 336 | Шитовичи                      | деревня                 | ↘6        | Княщинское сельское поселение    |
| 337 | Шитово                        | деревня                 | →0        | Зеленогорское сельское поселение |
| 338 | Шихино                        | деревня                 | 7         | Овсищенское сельское поселение   |
| 339 | Шубино                        | деревня                 | 12        | Есеновичское сельское поселение  |
| 340 | Шунково                       | деревня                 | ↘1        | Зеленогорское сельское поселение |
| 341 | Щемелево                      | деревня                 | 18        | Есеновичское сельское поселение  |
| 342 | Юняхино                       | деревня                 | 5         | Дятловское сельское поселение    |
| 343 | Язвиха                        | деревня                 | 11        | Лужниковское сельское поселение  |
| 344 | Язвы                          | деревня                 | 0         | Овсищенское сельское поселение   |
| 345 | Яковлево                      | деревня                 | 6         | Есеновичское сельское поселение  |
| 346 | Ящины                         | деревня                 | ↗35       | Сорокинское сельское поселение   |

## Экономика
- Сельское хозяйство.
- Стекольная промышленность.
- Лесозаготовка и лесопереработка.

## Транспорт
Через район проходят железная дорога «Москва — Санкт-Петербург», автомобильная магистраль «Москва — Санкт-Петербург» М-10, скоростная платная автомагистраль Москва — Санкт-Петербург М-11.
Запроектировано прохождение высокоскоростной железнодорожной магистрали Москва — Санкт-Петербург.

## Достопримечательности
- Официальный список объектов историко-культурного наследия Тверской области (памятники Вышневолоцкого района на стр. 60-61).
- Академическая дача имени Ильи Репина — творческая база Союза художников России, которая находится в 15 км от города Вышний Волочёк на живописном берегу реки Мсты и озера Мстино.